# Vega (Gijón)

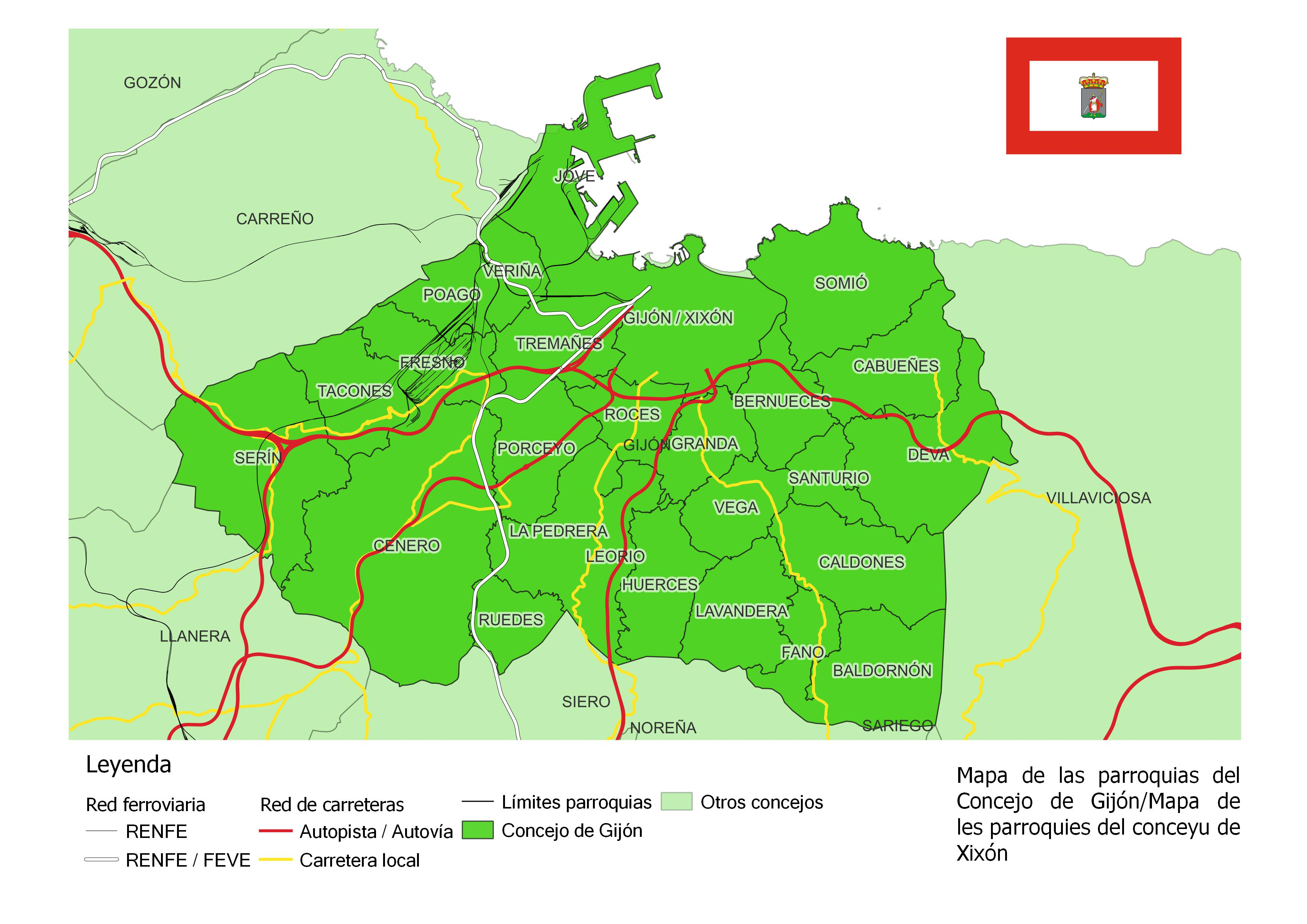
Mapa general del concejo y de sus parroquias, encontrándose Vega en el centro-sur

Vega es una parroquia del concejo asturiano de Gijón, en España. Pertenece a su distrito rural y en ella se ubican la Mina la Camocha y el poblado para sus trabajadores.

## Ubicación
Situada en el centro del concejo, a unos seis kilómetros de Gijón capital, es una de las 21 parroquias del Distrito rural y es de carácter rural y residencial. Tiene una forma circular, estando bordeada por las parroquias de: Granda, Bernueces, Santurio, Caldones, Lavandera y Huerces. 

## Demografía
En 2008 tenía una población de 3 186 habitantes y en 2022 contaba con 3 439, siendo la segunda parroquia más poblada por detrás de Somió. 

## Historia

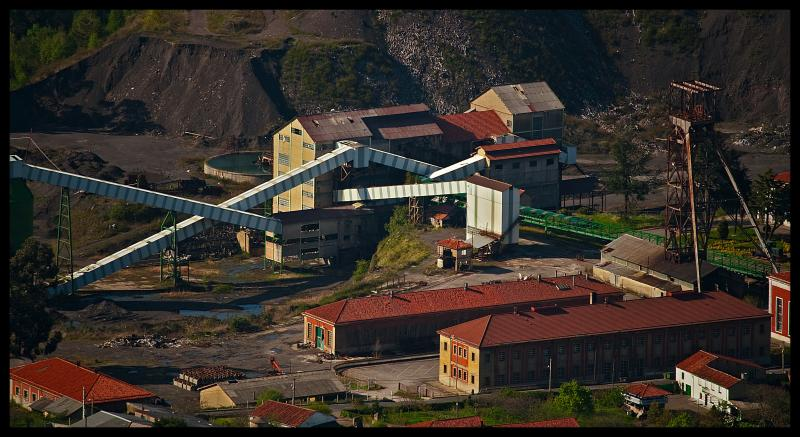
Mina La Camocha, explotada entre 1935 y 2008.

La primera referencia conocida a Vega aparece en un documento del Monasterio de San Vicente de Oviedo fechado en el año 1151: «hereditate propria que habeo in ualle Gigon, in uilla que uocitant Uega», «et illa hereditas est in Uega inter ambos riuos».
En el siglo XIX se encontraron en la parroquia restos romanos. Se conservan, además, un par de casas nobles del siglo XVII, pero el centro de Vega fue destruido en la guerra civil española debido a que albergó un pequeño aeropuerto durante la Segunda República Española.
Parroquia rural en origen, se ha visto condicionada desde 1935 por la actividad minera de Mina La Camocha, que llevó a la construcción de un barrio de viviendas para los trabajadores (el poblado de La Camocha, comúnmente conocido como «el poblao»). El poblado de La Camocha fue construido a finales de los años 1950 y era el hogar de más de 1 200 personas en 2020. En él es donde se ubican la mayoría de equipamientos de Vega.
En la actualidad la parroquia es objeto de una importante urbanización residencial, especialmente en los alrededores de la avenida de La Camocha.

## Toponimia
En su libro Diccionario toponímico del concejo de Gijón, el filólogo especializado en lengua asturiana Ramón d'Andrés explica que el nombre de la parroquia proviene del sustantivo vega. Esta palabra significa «vega, terreno llano cerca de un río que se aprovecha para pasto o para trabajar, o terreno donde tiene sus huertos la gente de un pueblo». El topónimo reflejaría, por tanto, la situación geográfica de la parroquia.

## Transportes
Su principal vía de comunicación es la AS-317 y cuenta con una línea de transporte público ofrecida por Emtusa, la línea 16, que finaliza en la Estación de Gijón. También cuenta con la línea nocturno Búho 4.

## Equipamientos
Prácticamente todos los equipamientos de la parroquia están en el Poblado de la Camocha. Destacan:

### Deportes
- Polideportivo de la Camocha
- Pista de skate de la Camocha
- Piscina de la Camocha
- Sala de tiro con arco la Camocha
- Campo de fútbol de la Camocha, en donde juega el Atlético de la Camocha (1955)[5]

### Educación
- Colegio Público Jacinto Benavente
- Escuela de Educación Infantil Vega-La Camocha

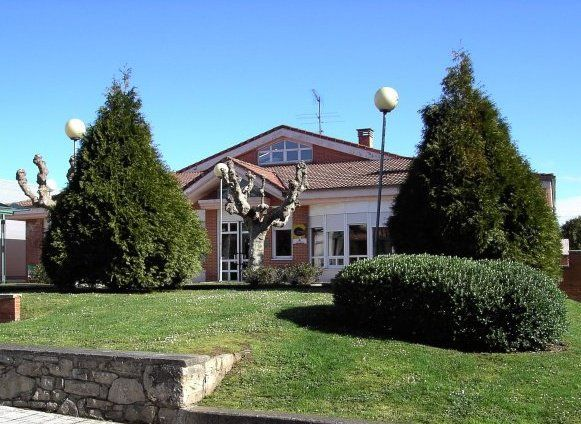
Biblioteca municipal La Camocha

### Social
- Mercado municipal de La Camocha
- Biblioteca pública municipal de Vega - La Camocha

### Sanidad
- Consultorio Vega La Camocha

### Religión

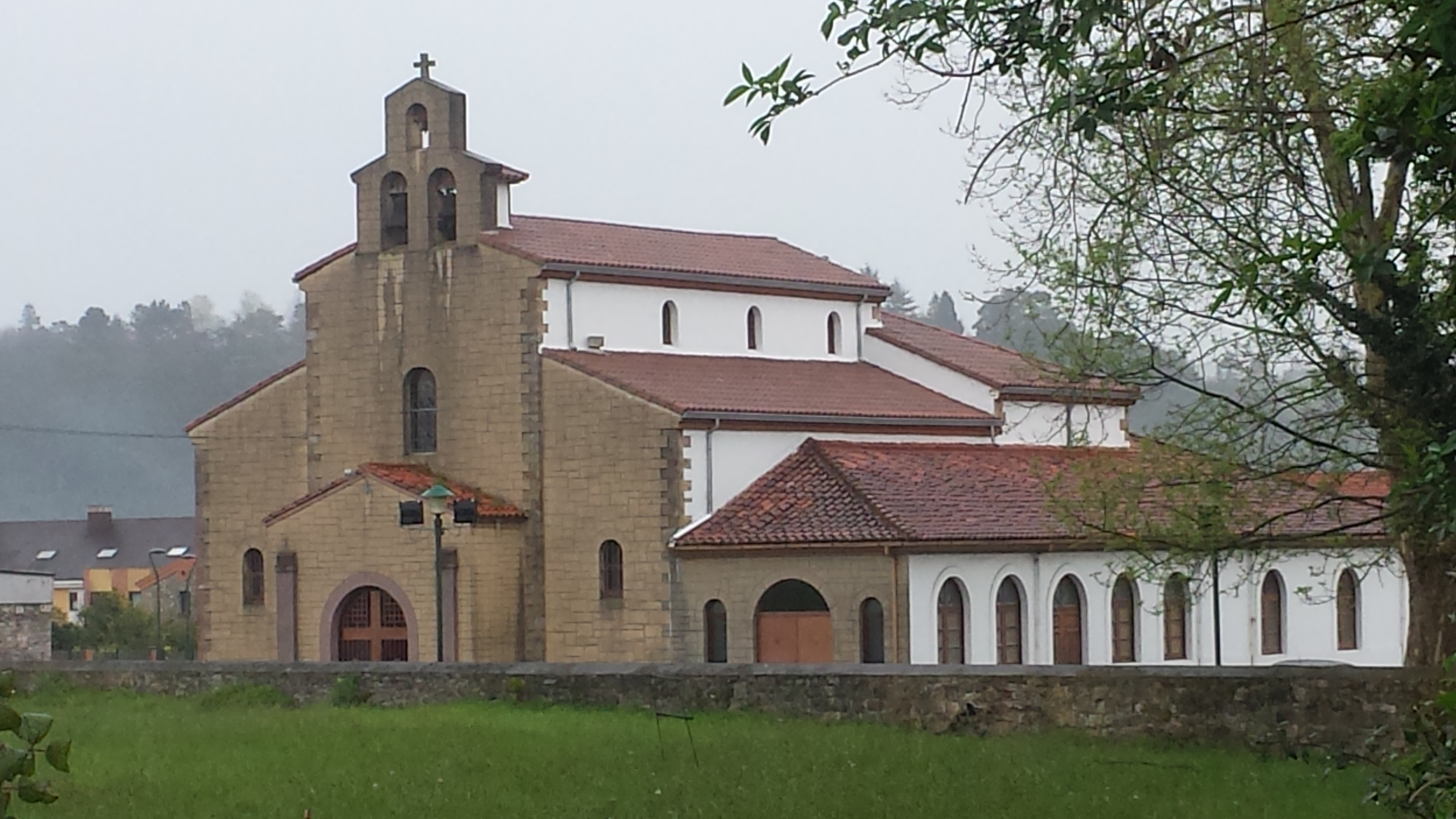
Iglesia de San Emiliano

- Iglesia de San Emiliano

## Lugares y poblados
Se indican entre paréntesis sus nombres en asturiano, los cuales tienen carácter oficial:
- Aroles
- Iglesia de Arriba (Vega de Riba)
- Iglesia de Abajo (Vega de Baxo)
- La Camocha